# Gian Antonio Licinio
Gian Antonio Licinio le jeune dit Sacchiense (Pordenone, v. 1515 -  Côme, 1576) est un peintre italien maniériste de la Renaissance tardive.

## Biographie
Gian Antonio Licinio fait partie d'une famille d'artistes de l'école vénitienne. Il fait son apprentissage auprès de ses oncles Pordenone et Bernardino.
On ne connaît aucune œuvre qui puisse lui être attribuée avec certitude.
Son père Arrigo a été aussi un peintre tout comme son frère Giulio et son autre oncle Fabio.